# Ritorno al fuoco
Ritorno al fuoco è il 14º album della band rock italiana dei Gang, pubblicato nel 2021, il terzo prodotto da Jono Manson, dopo Sangue e cenere e Calibro 77.
Il disco è stato completamente autofinanziato attraverso il crowdfunding: in 90 giorni di raccolta fondi i Gang raggiungono i 1611 co-produttori e raccolgono 72945 €, superando il precedente record italiano che apparteneva a Nicholas Fantini, in arte Egreen..

## Tracce
1. La Banda Bellini
2. Via Modesta Valenti
3. Rojava Libero
4. Amami, Se Hai Coraggio
5. Un Treno Per Riace
6. A Volte
7. El Pepe
8. Concetta
9. Dago
10. A Pa' (Francesco De Gregori)
11. Azadi

## Componenti
- Marino Severini - voce, chitarra 12 corde
- Sandro Severini - chitarra elettrica

Altri musicisti
- Jason Crosby - pianoforte, violino, hammond organo, wurlizter electric piano
- Jono Manson - chitarra elettrica, chitarra acustica, chitarra baritona, chitarra tenore, cori
- John Egenes - pedal steel
- Eric Ambel - chitarra elettrica
- “The Round Mountain”:
  - Char Rothschild - fisarmonica, saz, dobro, tromba
  - Robbie Rothschild - kora
- John Michel - Batteria
- Michael Jude - Basso elettrico
- Ronnie Johnson - Basso elettrico
- Jon Graboff - Pedal Steel, mandolino
- Craig Dreyer - sax tenore e baritono
- Barry Danielian - tromba
- Clark Gayton - trombone
- Jeff Scroggins - Banjo
- Myrrhine Faller, David Berkeley, Glenda Fassio - cori
- Mark Clark - percussioni, dumbek, djembe, congas, guiro
- Sourena Sefati - santour
- John Kurzweg - chitarra elettrica
- Tiho Dimitrov - chitarra elettrica
- Joel Guzaman - Fisarmonica
- Randy Sanchez - tres cubano
- Peter Swing - Marimba
- Santiago Romero - chitarra acustica, vihuela
- Eric Ortiz - trombe
- Silvestre Cabros - Violini
- Natanya Manson - nacchere
- Scott Rednor - chitarra elettrica
- Mimì Serrantino - Marranzano